# 莫尤阿廣場

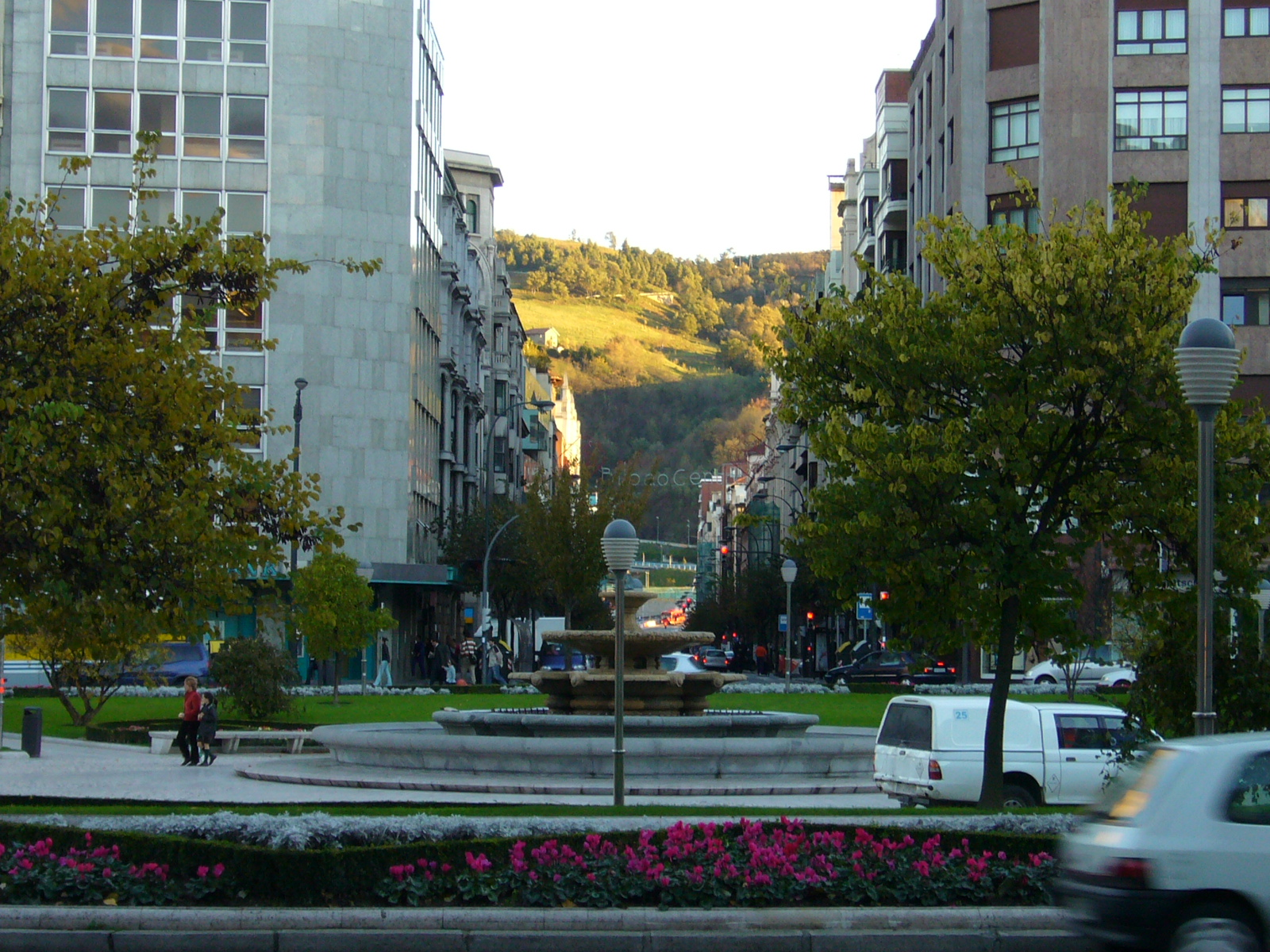

莫尤阿廣場是一個位在西班牙比斯開省毕尔巴鄂中心的公共廣場。建造莫尤阿廣場的構想起源於1876年，起初設計當作唐迭戈洛佩斯德阿羅大街的中心，它匯集了８條主要街道，因為橢圓型的外觀，而稱作「椭圆形广场」。1940年代，莫尤阿廣場被改造成更具現代感，中間增添的噴泉，並加上許多英式和法式的花園，並被前市長重新命名為莫尤阿廣場 (Federico Moyúa)。
1997年，在畢爾包捷運施工六年後，莫尤阿廣場被全面重建。莫尤阿捷運站距著名的毕尔巴鄂古根海姆美术馆非常近。這是畢爾包地鐵1號線和2號線的車站 ，兩線共用月台和鐵軌。莫尤阿廣場也是毕尔巴鄂巴士1號和76號的終點站。